# پومفرادا
پومفرادا (به اسپانیایی: Ponferrada، تلفظ اسپانیایی: [pomfeˈraða]) یک کومارکا است که در استان لئون، اسپانیا واقع شده‌است.

## خصوصیات
پومفرادا ۲۸۳ کیلومترمربع مساحت و ۶۹٬۷۶۹ نفر جمعیت دارد و ۵۴۴ متر بالاتر از سطح دریا واقع شده‌است.

## خواهرخوانده
شهر پاچوکا، ایدالگو خواهرخواندهٔ پومفرادا هست.